# Бенсу
Бенсу (исп. Benzú) — населённый пункт на территории испанского анклава Сеута.
Бенсу расположен на северо-западе Сеуты на берегу моря у Сеутской стены. К западу от поселения расположены марокканский посёлок Белюнеч и гора Джебель-Муса, один из Геркулесовых столбов.
Название происходит от арабского Бен-Сус и означает «дети Суса», названного в честь исторического региона, выходцы из которой основали рыбацкое поселение.
Население — 1222 человека (2023), это около 1,5 % населения анклава.
В районе Бенсу обнаружены каменные убежища и пещеры, свидетельствующие о населённости в периоды палеолита и неолита. Исследователи из Кадисского университета выделили семь периодов человеческого обитания, от 250 тыс.лет назад до настоящего времени.
Помимо пещер, в окрестностях Бензу были обнаружены древние шахты римского происхождения. При этом в Бенсу не обнаружены остатки финикийских или римских зданий. На картах XIX века район Бенсу пустынный, без обозначения какого-либо поселения. Позже, во времена испанского протектората Бенсу стала рыбацким поселением.
В Бенсу расположена смотровая площадка, с которой открывается вид на Джебель-Муса, или Мёртвую Женщину, как называют эту гору в Сеуте. Так же в посёлке имеется небольшая мечеть, построенная в XX веке.

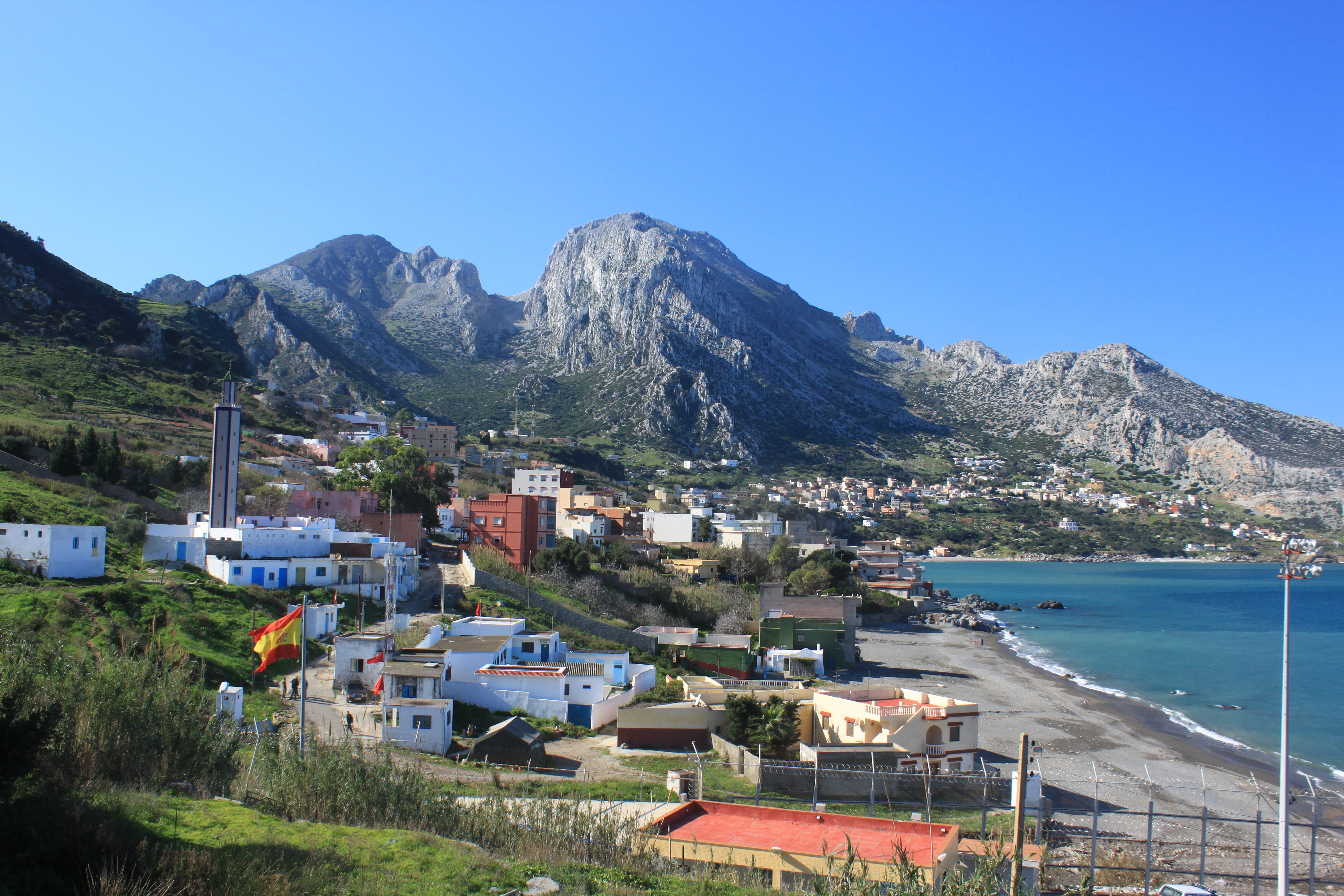
Вид со смотровой площадки Бенсу на гору Джебель-Муса. На переднем плане — граница с Марокко